# Rio Tatuí (vattendrag i Brasilien, São Paulo)
Rio Tatuí är ett vattendrag i Brasilien.   Det ligger i delstaten São Paulo, i den sydöstra delen av landet, 800 km söder om huvudstaden Brasília.
Omgivningen kring Rio Tatuí är huvudsakligen savann. Området är tätbefolkat, med 308 invånare per kvadratkilometer.